# Zucker

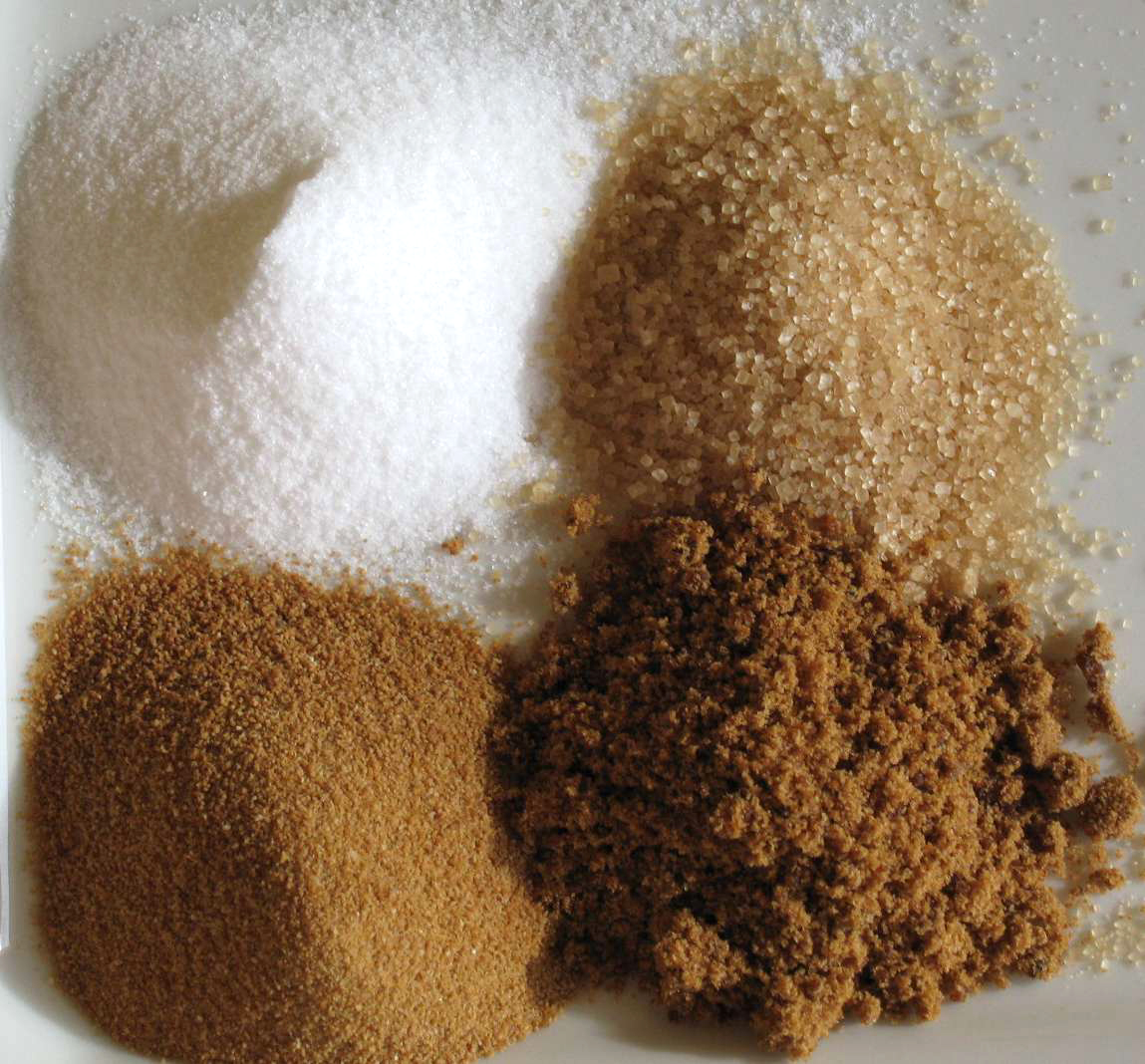
Weißer und brauner Zucker

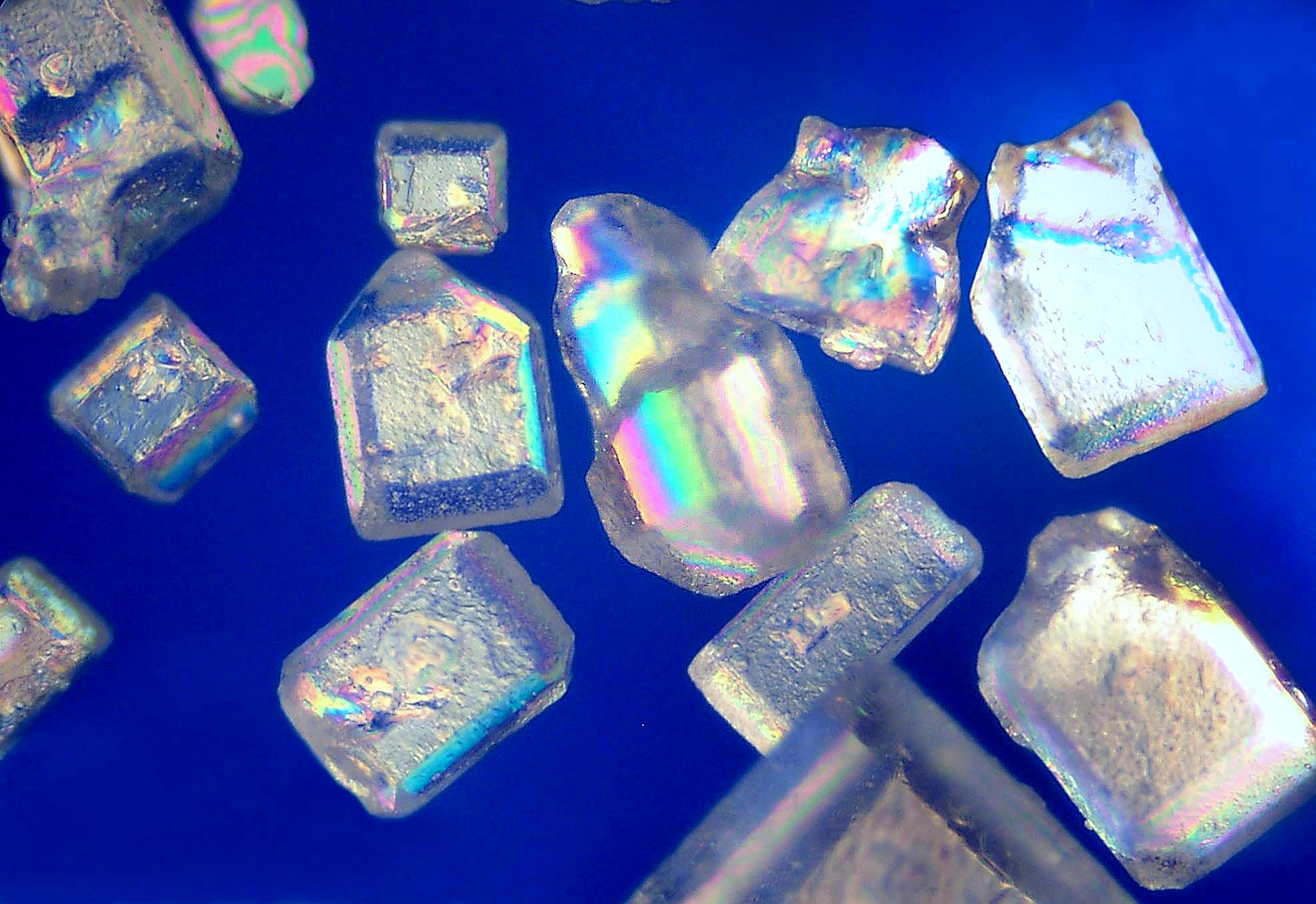
Zucker-Kristalle unter dem Polarisationsmikroskop

Als Zucker wird neben verschiedenen anderen Zuckerarten ein süß schmeckendes, kristallines Lebensmittel bezeichnet, das aus Pflanzen gewonnen wird und hauptsächlich aus Saccharose besteht. Saccharose ist ein Disaccharid, das zu gleichen Teilen aus zwei Einfachzuckern (Monosacchariden) besteht: Glucose und Fructose, die über eine glycosidische Bindung verknüpft sind.
Hauptquellen sind Zuckerrohr (ca. 80 % der weltweiten Zuckerproduktion, Anbau in den Tropen und Subtropen) und Zuckerrübe (ca. 20 % der Zuckerproduktion weltweit, Anbau in den gemäßigten Zonen, z. B. Mitteleuropa, in den USA auch als transgene Zuckerrübe H7-1). 2018 wurden weltweit etwa 1,907 Mrd. Tonnen Zuckerrohr und 275 Mio. Tonnen Zuckerrüben produziert; die daraus jährlich gewonnene Menge an Rohzucker lag 2016 bei ca. 176 Millionen Tonnen. Hauptanbauländer für Zuckerrohr sind Brasilien, Indien, und China, für Zuckerrüben sind es Russland, Frankreich und die USA. Der durchschnittliche Zuckerkonsum lag 2021 in Deutschland bei 32,5 kg pro Kopf, was einer täglichen Menge von rund 89 Gramm entspricht.
Der Konsum von Zucker gilt als eine der Ursachen vieler Zivilisationskrankheiten wie Adipositas, Diabetes, Krebs, Karies sowie Darm-, Herz- und Gefäßkrankheiten. Um das Risiko für diese Erkrankungen zu minimieren, sollten nicht mehr als 25 g freier Zucker pro Tag konsumiert werden.
Sein physiologischer Brennwert beträgt 16,8 kJ oder 4,0 kcal pro Gramm (zum Vergleich: Alkohol liefert 29,8 kJ pro Gramm, Fette etwa 39 kJ pro Gramm), mit einer Dichte von 1,6 g/cm³ ist er schwerer als Wasser (1 g/cm³). (Für die Messung von Zuckermengen im Haushalt muss nicht von der Dichteangabe ausgegangen werden, sondern von der Schüttgutdichte, die geringer ausfällt. Sie liegt für Kristallzucker bzw. gekörnten Zucker zwischen 0,67 und 1,02 g/cm³.) Bei 20 °C sind 203,9 g Zucker in 100 ml Wasser löslich, bei 100 °C 487,2 g in 100 ml.

## Geschichte

### Etymologie
Das Wort „Zucker“ (von mittelhochdeutsch und althochdeutsch zuccer, seit dem 12. Jahrhundert von mittellateinisch zuccarum) geht auf das Altindische zurück (Sanskrit शर्करा śarkarā, eigentlich „Grieß, Geröll, Kies“, aber auch „Sandzucker“), aus dem es ins Griechische (altgriechisch σάκχαρον sákcharon, daraus auch lateinisch saccharum und ins Arabische (arabisch سكر sukkar) gelangt ist (vgl. deutsch Saccharin). Das Deutsche entlehnte das Wort wohl aus dem Italienischen (italienisch zucchero, von mittellateinisch zuccarum), der älteste Nachweis datiert auf das 13. Jahrhundert.

### Daten zur Kulturgeschichte des Zuckers

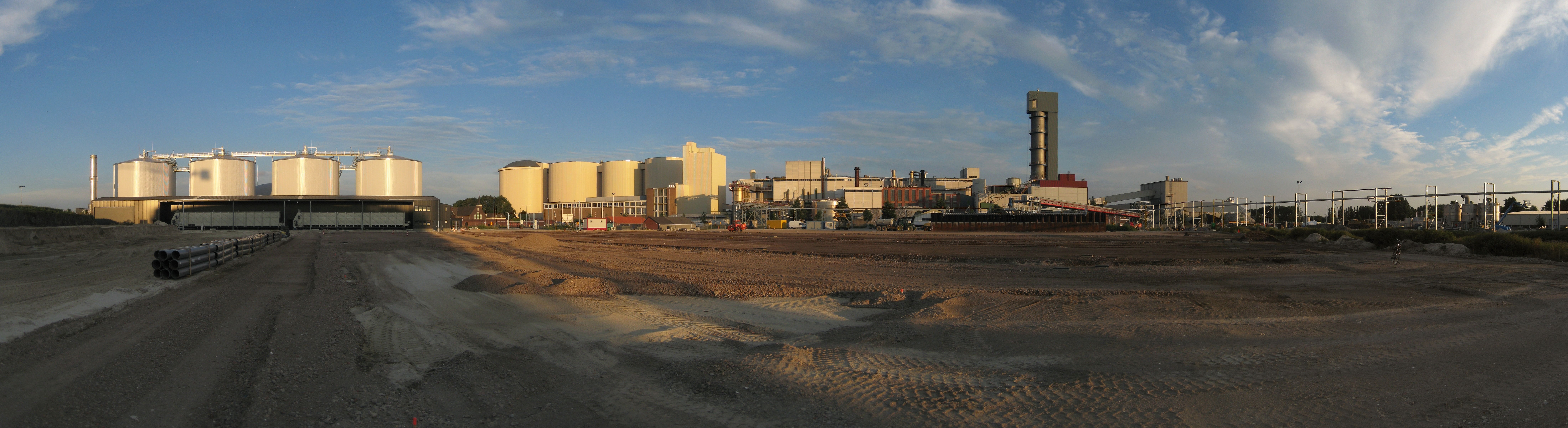
Zuckerfabrik, Groningen, Niederlande

- 8000 v. Chr.: älteste Zuckerrohr-Funde aus Anbau in Melanesien, Polynesien
- 6000 v. Chr.: Zuckerrohr gelangt von Ostasien nach Indien und Persien.
- Hellenismus (nach Alexander d. Gr.): Zucker wird in der griechischen Welt und später in Rom bekannt, bleibt jedoch ein seltenes Importgut, das v. a. medizinisch genutzt wird. Als Süßstoff werden andere Produkte (Honig, Traubenmost) verwendet.[14]
- 600 n. Chr.: Zuckergewinnung in Persien: heißer, mit Klärmitteln (eiweißhaltige Stoffe und Kalk) behandelter Zuckerrohrsaft wird in Holz- oder Tonkegel gefüllt, in der Spitze kristallisiert der Zucker, es entsteht der Zuckerhut.
- 1100 n. Chr.: Mit den Kreuzfahrern gelangt Zucker erstmals seit der Antike wieder nach Europa. Bis ins Spätmittelalter war er in Apotheken auch unter dem Begriff Sal indicum bzw. Sal indi (indisches Salz) erhältlich.[15] Er war und blieb[16] zunächst ein Arzneimittel und Luxusartikel (v. a. als Gewürz)[17]
- Seit dem späten 10. Jahrhundert ist Venedig das Drehkreuz des Zuckerhandels im Mittelmeerraum. Der Reichtum der Stadtrepublik beruht wesentlich auf ihrer Bedeutung im Zuckerhandel. Diese Funktion endet mit der Entdeckung Amerikas durch Kolumbus.[18]
- Im 12. Jahrhundert ist die erste Präsenz von Zucker in England dokumentiert worden. Zu dieser Zeit diente Zucker als Gewürz, war ein wertvolles Gut und wurde daher nur von sehr Wohlhabenden verwendet.[19] Trotz dieses luxuriösen Charakters war Zucker bereits im 13. Jahrhundert „auch in den entlegensten Städten“ Europas erhältlich.[17]
- Ab etwa 1500: Zuckerrohr[20] wird weltweit durch Sklaven auf Plantagen angebaut, Zucker bleibt ein begehrtes Luxusgut für die Reichen. Das gemeine Volk süßt nach wie vor mit Honig aus der Zeidlerei. Rohrzucker wird zunehmend von den Westindischen Inseln nach Mitteleuropa eingeführt und von den kolonialen Händlern ab dem 17. Jahrhundert häufiger auch als „white gold“[21] bezeichnet. Die Zuckerproduktion auf den atlantischen Inseln verdrängte nun zunehmend den nordafrikanischen und mediterranen Zucker.[22]
- Im 16. Jahrhundert breitet sich der Brauch, Zucker nicht nur als Gewürz, sondern auch als Dekor zu verwenden, in den nichtadligen Bevölkerungsschichten Europas immer weiter aus.[23]
- Die moderne Zuckerraffinierung wird Ende des 16. Jahrhunderts entwickelt.[24] Zuvor wurde Rohrzucker mittels Eiweiß gereinigt.[25]
- 17. Jahrhundert: Der Zuckerrohranbau gilt als die „Pfahlwurzel des blühenden Sklavenhandels“.[26]
- 1747: Andreas Sigismund Marggraf entdeckt den Zuckergehalt der Zuckerrübe.
- 1800: Weltweit werden etwa 250.000 t Rohrzucker hergestellt.
- 1801: Der Chemiker Franz Carl Achard schafft die Grundlagen der industriellen Zuckerproduktion. Die erste Rübenzuckerfabrik der Welt entsteht in Cunern/Schlesien.
- 1806: Die napoleonische Kontinentalsperre behindert die Einfuhr von Rohrzucker nach Kontinentaleuropa und hat damit großen Einfluss auf den europäischen Zuckermarkt.
- 1840: Jacob Christoph Rad (Direktor der Datschitzer Zuckerraffinerie in Böhmen), erfindet den ersten Würfelzucker, weil seine Frau Juliane sich beim Herausbrechen aus den vorher üblichen Zuckerhüten den Finger verletzt hatte und ihren Mann daraufhin bat, gleich kleinere Zucker-Portionen herzustellen. Rad erfand die Würfelzuckerpresse und stellte den ersten Würfelzucker her. Die ersten, mit Lebensmittelfarbe rot eingefärbten Zuckerwürfel schenkte er seiner Frau zur Erinnerung an den Vorfall. Frau Rad hatte die blutbespritzten Zuckerstücke dennoch ihren Gästen angeboten, da Zucker damals sehr wertvoll war.
- Ab etwa 1850: Der Zuckerpreis fällt durch die beginnende industrielle Herstellung. Damit entwickelt sich Zucker zum Gegenstand des täglichen Bedarfs. Die Tagesproduktion in einigen Zuckerfabriken betrug durch Verbesserungen der Press- und Extraktionsverfahren bereits etwa 2500 t.
- 1900: Die Produktion von Zucker, davon über die Hälfte aus Rüben, liegt weltweit bei etwa 11 Millionen Tonnen.
- Ab 1900: Die Zuckerindustrie profitiert vom allgemeinen Fortschritt im Maschinen- und Apparatewesen (z. B. Einführung elektrischer Antriebe anstelle von Dampf). Untersuchungsmethoden und Normen werden auf internationaler Ebene festgelegt: Gründung der Internationalen Kommission für einheitliche Methoden der Zuckeranalyse (ICUMSA), eines der ältesten Normierungsgremien um die Jahrhundertwende 1900.

### Manuelle Herstellung aus Zuckerrohr in der Karibik im 17. Jahrhundert
Nach einer Wachstumszeit von 15 Monaten wurden die bis zu vier Meter hohen Pflanzen geerntet, indem die Stängel wenige Zentimeter über dem Boden gekappt und direkt von den Blättern befreit wurden. Anschließend wurden die Stängel direkt gepresst, um den hohen Zuckergehalt in ihnen zu erhalten. Der so entstehende Saft wurde dann in großen Kupferkesseln zum Kochen gebracht, wodurch eine aus braunem Rohzucker und Melasse bestehende Masse entstand. Aus dieser Masse musste die Melasse über Wochen ablaufen, bevor der Zucker in der Sonne trocknete und in Fässern verschifft wurde.
Da bei diesem Herstellungsprozess viel manuelle Arbeit anfiel, waren Sklaven, die unter brutalen Bedingungen auf den Plantagen 12 Stunden täglich arbeiteten, für den Produktionsprozess essentiell. 

### Beginn der industriellen Herstellung von Zucker aus Rüben – Zuckerindustrie
Andreas Sigismund Marggraf hatte 1747 nachgewiesen, dass im Rübensaft Zucker enthalten ist. Die Fabrikationsverfahren, die sein Schüler Franz Karl Achard um 1800 entwickelte, führten 1825 zur Entstehung der Rübenzuckerindustrie, die Ende des 19. Jahrhunderts im Weltmaßstab ebenso viel Zucker erzeugte wie die traditionelle Rohrzuckerindustrie.
Der Landwirtschaft war es gelungen, Rüben mit hohem Zuckergehalt zu züchten. Landstriche wie die Magdeburger Börde stellten sich auf den Anbau von Rüben ein. Der Anbau der Zuckerrübe, der viel Dünger benötigt, stimulierte seinerseits die Entwicklung der Düngemittelindustrie.
Chemiker und Techniker sorgten durch Rationalisierungen und Automatisierungen dafür, trotz der saisonbedingten geringen Auslastung der Fabriken (der sogenannten Kampagne), dass die Rübenzuckerindustrie rentabel wurde. Zu den Pionieren der Rübenzuckerindustrie gehört Adolph Frank, der 1858 ein Patent zur Scheidung und Reinigung von Rübensäften erhielt.

## Zuckererzeugung

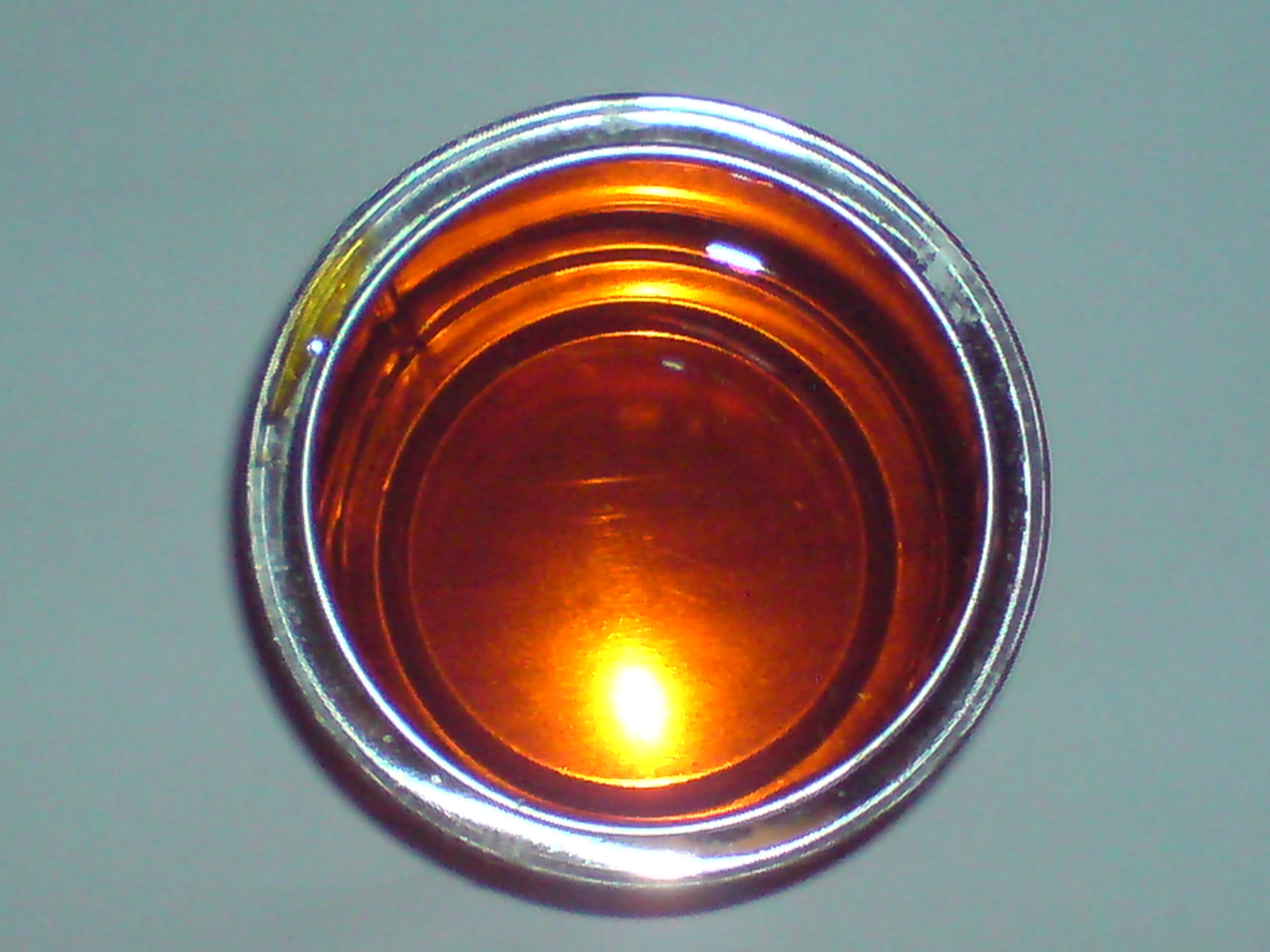
Zuckerrübensirup

Die Zuckerrüben werden nach der Ernte gereinigt und zerkleinert. Die entstehenden Zuckerrübenschnitzel werden in Extraktionstürmen mit heißem Wasser versetzt. Der enthaltene Zucker wird herausgelöst (Rohsaft). Mit Kalkmilch werden Nichtzuckerstoffe im Saft gebunden. Der so geklärte Dünnsaft enthält etwa 16 % Saccharose und ist hellgelb. Durch Verdampfungsapparate wird so lange Wasser entzogen, bis der Zuckergehalt im nun goldbraunen zähflüssigen Dicksaft ungefähr 75 % beträgt. Die weitere Eindickung geschieht mit so viel Unterdruck, dass das Wasser bereits bei 65–80 °C verdampft und der Zucker noch nicht karamellisiert. Nach Zusatz von Impfkristallen beginnt die Kristallisation, die bis zur gewünschten Kristallgröße läuft. In Zentrifugen wird der anhaftende Sirup (Melasse) von den Kristallen getrennt. Der weiße Zucker wird nun nochmals in Wasser gelöst und danach kristallisiert. Dadurch erhält man einen besonders reinen und weißen Zucker (Raffinade). Je stärker der Zucker raffiniert wird, desto länger ist er haltbar.

## Wirtschaftliche Bedeutung

### Weltweite Zuckerproduktion
Im Jahr 2019 wurden weltweit ca. 170.000.000 Tonnen Rohzucker hergestellt, in Europa waren es etwa 28.600.000 t. Die wichtigsten europäischen Herstellerländer sind Frankreich, Ukraine und Tschechien.
Folgende Tabelle gibt eine Übersicht über die zehn größten Produzenten von Zucker weltweit, die insgesamt 73,3 % der Erntemenge produzierten.
| Rang | Land                | Menge (in t) |
| ---- | ------------------- | ------------ |
| 1    | Indien              | 34.300.000   |
| 2    | Brasilien           | 27.732.026   |
| 3    | Thailand            | 14.866.800   |
| 4    | Volksrepublik China | 11.760.000   |
| 5    | Vereinigte Staaten  | 7.374.045    |
| 6    | Russland            | 7.309.657    |
| 7    | Mexiko              | 6.710.121    |
| 8    | Frankreich          | 4.897.000    |
| 9    | Pakistan            | 4.881.225    |
| 10   | Australien          | 4.516.700    |
|      | Summe Top Ten       | 124.347.574  |
|      | restliche Länder    | 45.282.717   |

### Versorgung pro Kopf
Laut Statistik der FAO wies im Jahr 2018 Barbados die höchste Pro-Kopf-Versorgung an Zucker auf (48,18 kg/Jahr), Kiribati steht an 2. Stelle (47,45 kg/Jahr), gefolgt von Kuba (46,72 kg/Jahr). Zum Vergleich: In Österreich wurden rechnerisch pro Kopf und Jahr durchschnittlich 37,96 kg und in Deutschland 33,58 kg ermittelt. Aus den Zahlen geht nicht hervor, wie das Produkt in dem betreffenden Land verwendet wird.

## Zuckerpreis

Zuckerpreis auf dem Weltmarkt und Importpreis EU seit 1991

In der Europäischen Union wurde der Zuckerpreis bisher (Stand August 2017) möglichst konstant gehalten.
Die EU veröffentlicht regelmäßig einen Zuckerpreis-Report. Der Preis lag von 2006 bis 2009 um 600 Euro pro Tonne, fiel dann 2010 auf unter 500 Euro und stieg zwischen Herbst 2011 und Herbst 2013 auf über 700 Euro.
Die Erntemengen in der EU und in anderen Staaten, speziell in denen der AKP-Gruppe aufgrund deren Importprivileg, beeinflussen den Zuckerpreis.
Der Weltmarktpreis liegt normalerweise deutlich unter dem EU-Preis. Nur im Jahr 2011 lag der Weltmarktpreis kurzzeitig darüber.
Ende September 2017 fiel – nach der Milchquotenregelung – auch die Europäische Zuckermarktordnung. Davor war festgelegt, dass mindestens 85 % des in der EU vermarkteten Zucker in der EU erzeugt sein müssen, und dass die europaweite Produktion mit 13,5 Millionen Tonnen pro Jahr begrenzt war. Weiter mussten Zuckerproduzenten ihren zuliefernden Landwirten laut EU-Recht pro Tonne Zuckerrüben einen gewissen Mindestpreis zahlen. Es wurde erwartet, dass die Preise für abgelieferte Rüben und Zucker ab Fabrik niedriger werden.

## Zuckerbezeichnungen
Zucker wird in vielen verschiedenen Darreichungsformen angeboten. Diese unterscheiden sich je nach verwendetem Rohstoff, äußerer Form, Zusammensetzung und Art der Verarbeitung. Außerdem gibt es Zuckerprodukte mit verschiedenen Zusätzen.
Einige Zuckerbezeichnungen sind in Deutschland durch Verordnung geschützt.

### Rohstoff
- Rohrzucker wird aus dem Saft des Zuckerrohrs gewonnen. Rohrzucker wird häufig im Erzeugerland als Rohzucker abgegeben und in speziellen Zuckerraffinerien aufgelöst, erneut kristallisiert (= raffiniert) und je nach dem Bedarf des lokalen Marktes in verschiedenen Sorten an die Verbraucher abgegeben.
- Rübenzucker wird aus dem Saft der Zuckerrübe gewonnen.
- Ahornzucker wird aus dem Saft des Zucker-Ahorns gewonnen. Der Saft enthält etwa 5 % Saccharose.
- Palmzucker (auch: Palmenzucker, Jaggery) wird durch Anritzen der Blütenstandstiele bestimmter Palmenarten gewonnen. Der austretende Blutungssaft (Toddy) enthält etwa 15 % Saccharose. Der Saft wird in flüssiger, eingedickter oder getrockneter Form verwendet.
- Agavendicksaft besteht hauptsächlich aus Fructose und Glucose, wobei der Fructose-Anteil deutlich überwiegt.

### Form und Körnung
- Plattenzucker: ein harter Zucker in Plattenform, der durch Schleudern (Gussware) oder Brikettieren feuchten Zuckers zu Stangen hergestellt wird. Ebenso wird auch Brotzucker (Laibform) oder Hutzucker hergestellt.
- Pilézucker ist ein in unregelmäßige Stücke geschlagener Plattenzucker. Er wird wie auch die feinstückigeren Knoppern in Konditoreien verarbeitet.
- Würfelzucker (auch Stückenzucker): angefeuchtete Raffinade meist zu Quadern (nur noch selten zu Würfeln) gepresst, anschließend wieder getrocknet.
- Kandiszucker (auch Kandelzucker, Zuckerkandl) ist ein durch langsame Kristallisation einer im Vakuum eingedickten Zuckerlösung (an Kristallisationsfäden oder Zuckerimpfkristallen) gezüchteter Zucker. Er ist weiß (aus Kandisfarin gewonnen) oder bräunlich (mit Zuckerkouleur gefärbt).
- Hagelzucker (auch Perlzucker): grobes Granulat (2–3 mm Korngröße) feinen Zuckers, das zum Ausstreuen auf Gebäck oder als Brotbelag verwendet wird, aus Raffinade durch Agglomerieren hergestellt.
- Kristallzucker (auch Raffinade): meistgebrauchter weißer Haushaltszucker, aus Zuckerrohr oder Zuckerrüben hergestellt und durch Raffination gereinigt. Besteht zu mind. 99,96 % aus Saccharose, muss besonderen Reinheitsanforderungen entsprechen. Wird in verschiedenen Korngrößen hergestellt.
- Grieß- oder Sandzucker sind Kristallzucker mittlerer Körnung.
- Kastorzucker ist ein feinkörniger Kristallzucker – feiner als Sand- oder Grießzucker.
- Puderzucker (auch Staubzucker): fein vermahlener Weißzucker. Einzelne Kristalle sind nicht mehr fühlbar. Wird zum Bestäuben von Backwaren oder Desserts, für Glasuren, zum Anwirken von Marzipan und zum Karamellisieren verwendet. Imker benutzen Staubzucker, um über die Puderzuckermethode festzustellen, wie sehr ein Bienenvolk von Varroamilben befallen ist, also nur zur Diagnose, nicht zur Therapie der Varroose. Staubzucker ist in Deutschland kein zugelassenes Mittel zur Bekämpfung der Varroamilben.
- Instantzucker wird durch Sprühtrocknung hergestellt. Instantzucker ist extrem porös und löst sich in kalten Flüssigkeiten sehr schnell auf.
- Zuckerhut: Oben abgerundeter Kegel (Spitzenwinkel etwa 20–30°) aus ziemlich fester kristalliner Masse weißen Zuckers. Früher die übliche Handelsform für Zucker, heute fast nur noch zur Herstellung einer Feuerzangenbowle verwendet.
- Zuckerlompen werden aus Rohrzucker zu ungleichmäßigen Stücken gepresst. Sie lösen sich in heißen Getränken schneller als Kandis.
- Zuckerstreusel entstehen, indem Zuckermasse durch ein Lochblech gedrückt wird (Extrusion). Die dabei entstehenden Zuckerstränge werden anschließend getrocknet und gebrochen, teilweise auch noch gefärbt oder dragiert.

### Zuckersortiment

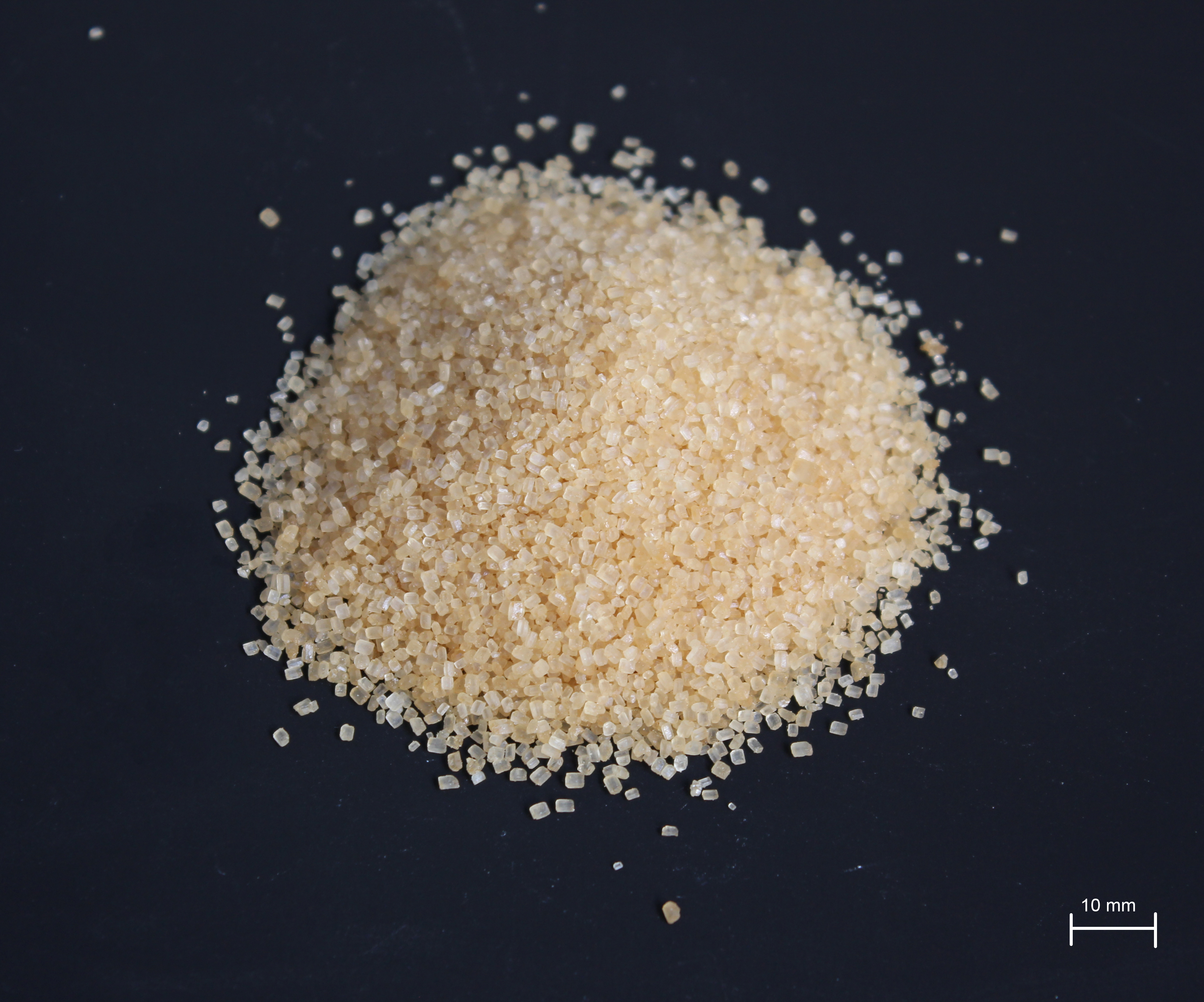
Brauner Zucker (feinkörnig)
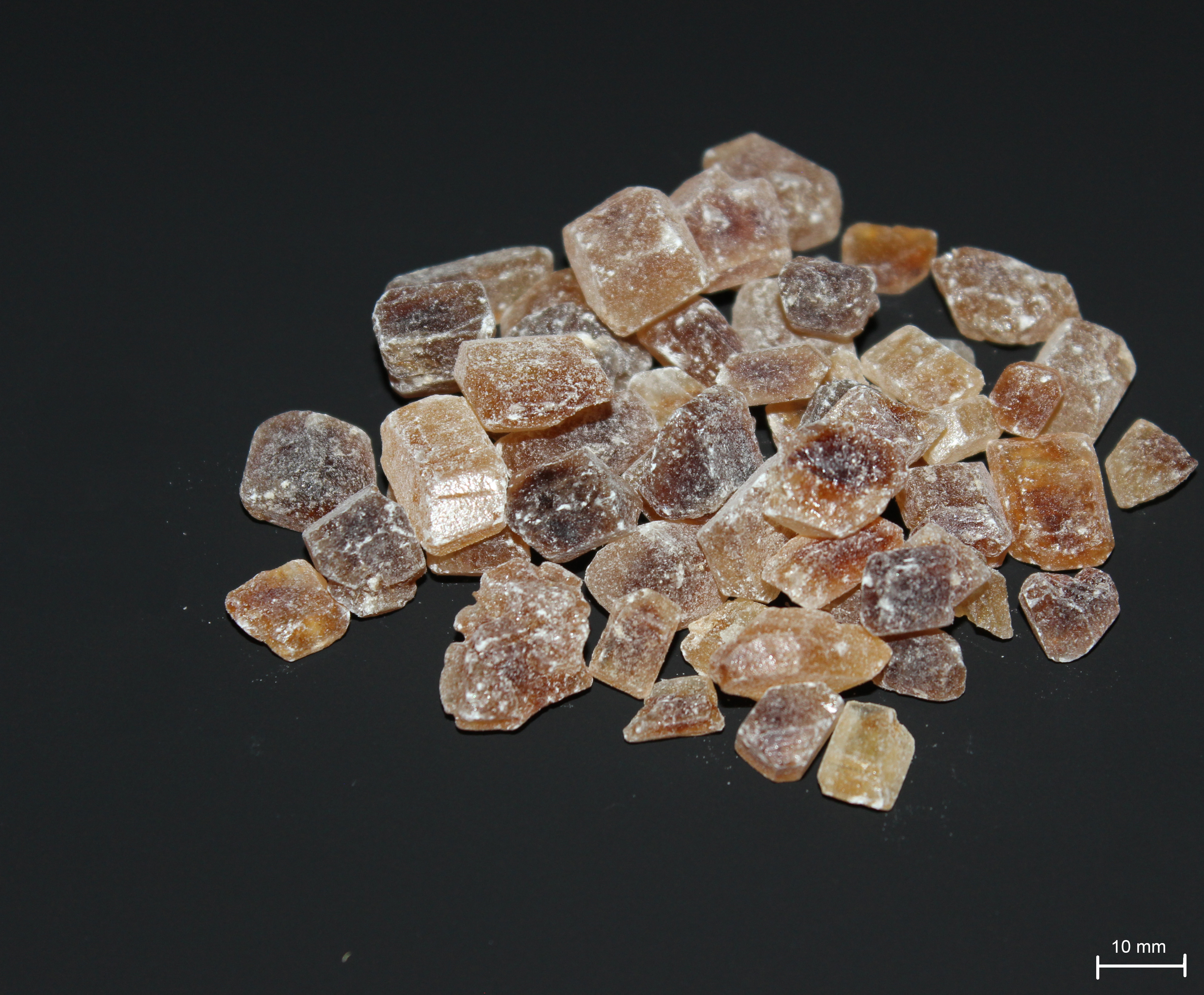
Brauner Zucker (großkörnig)
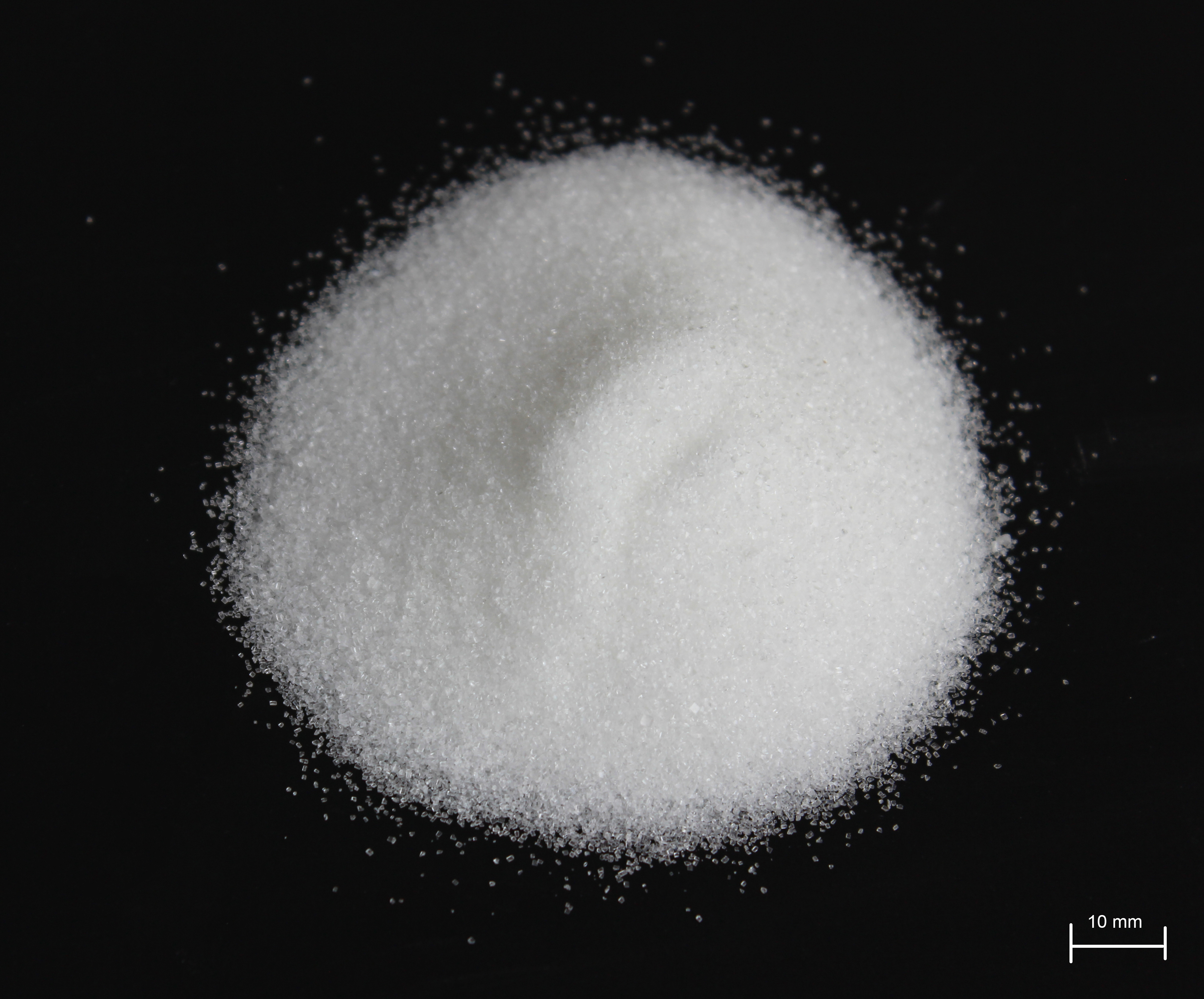
Raffinierter Zucker
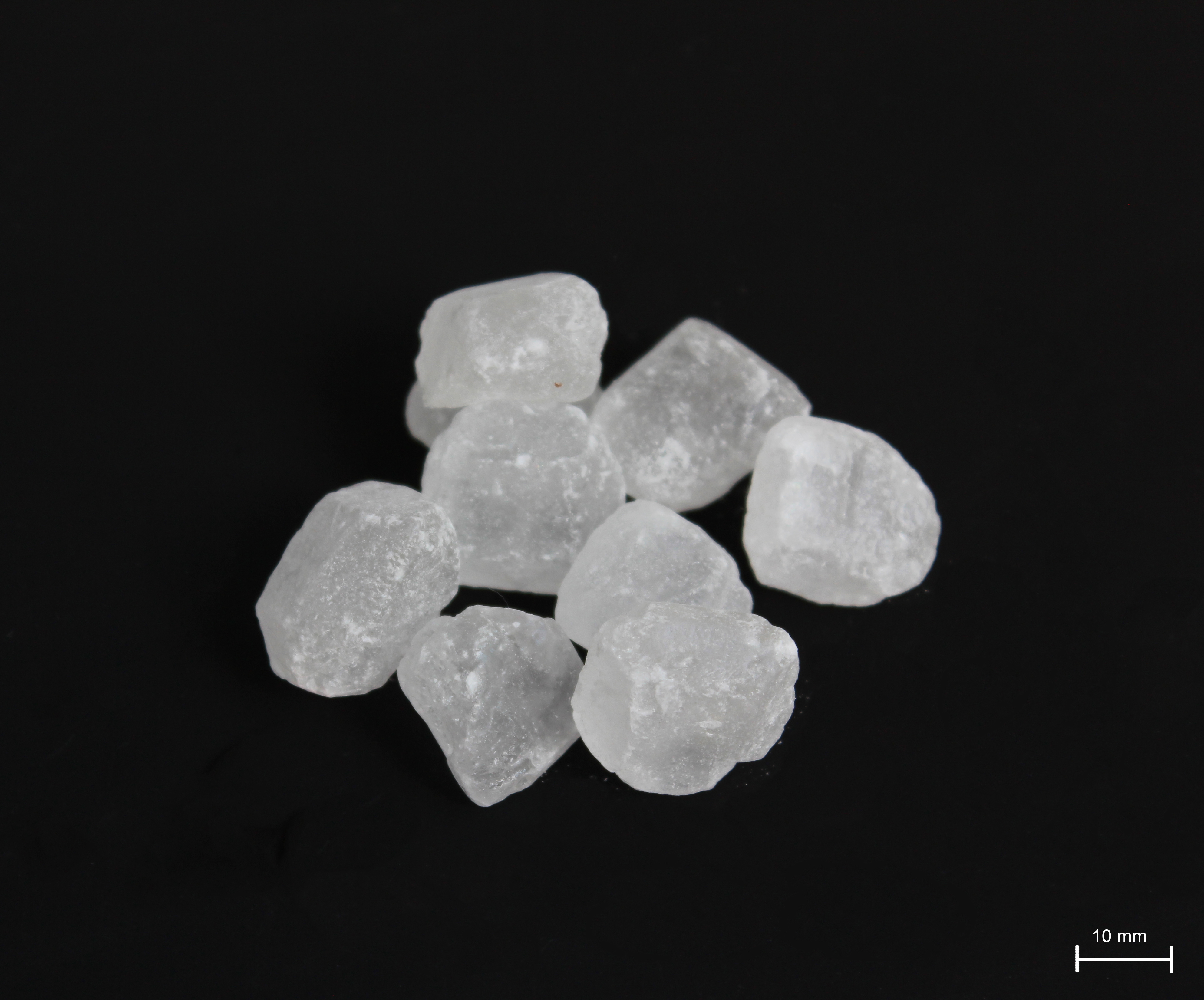
Kandiszucker
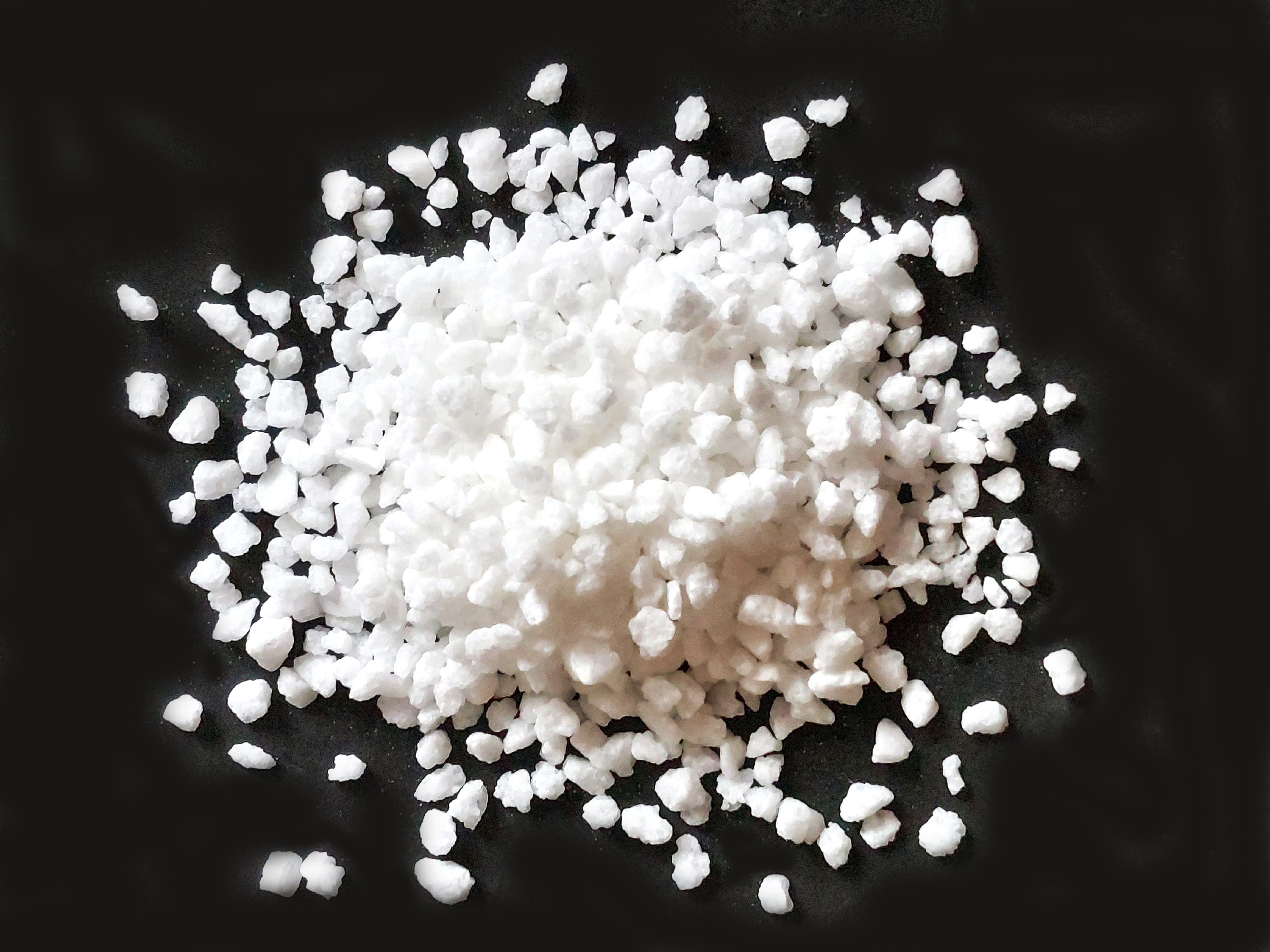
Hagelzucker
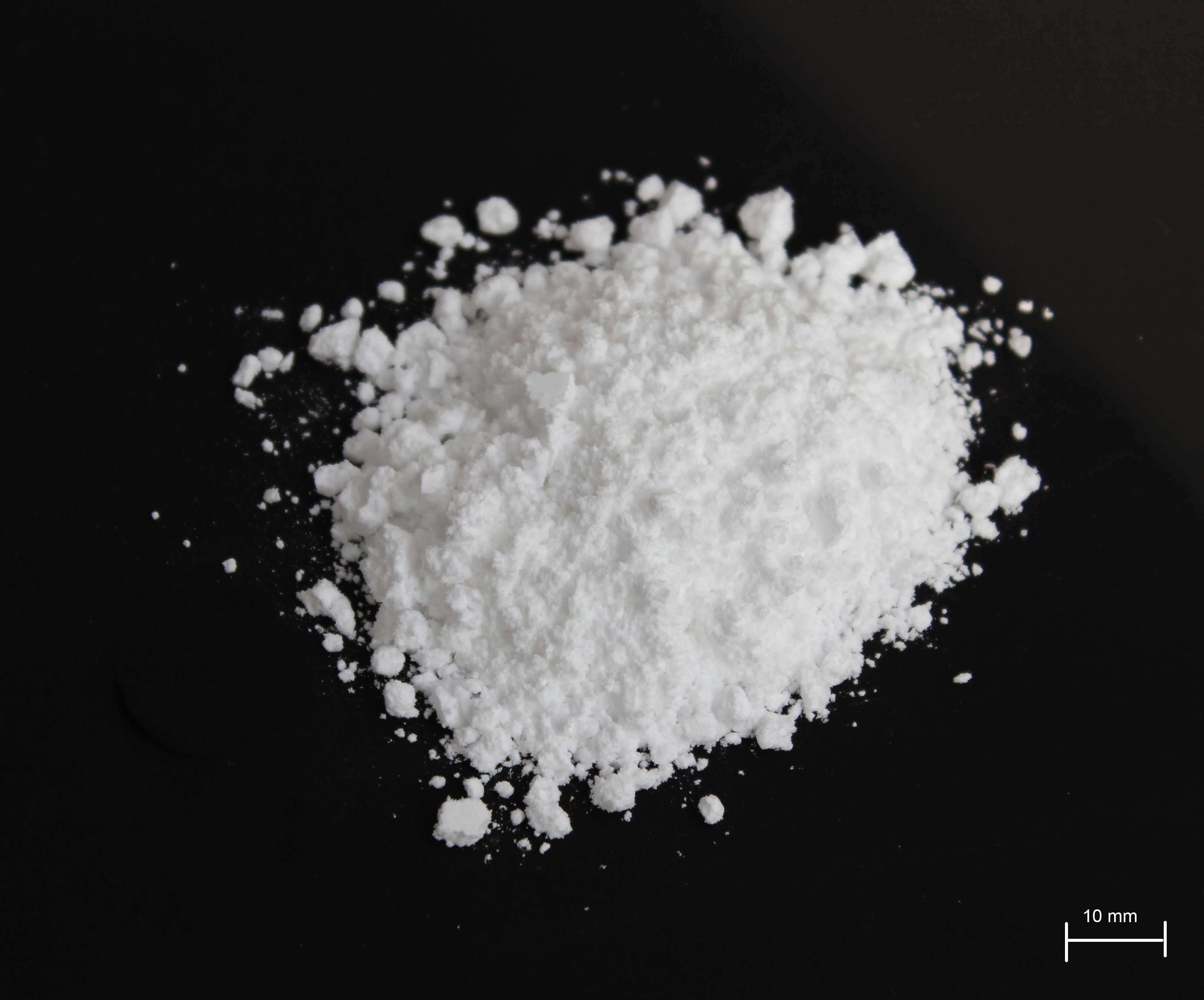
Puderzucker

### Zusammensetzung
- Raffinade wird aus dem Zellsaft der Zuckerrübe gewonnen, der Kristallzucker wird durch schonende Extraktion, Saftreinigung und Kristallisation in den Reinheitsstufen Weißzucker EG Kat I („Raffinade“) gewonnen und ist der kristallisierte schneeweiße Zucker mit dem höchsten Reinheitsgrad (99,96 % Saccharose, 0,04 % Invertzucker). Saccharose ist der wissenschaftliche Name für Haushaltszucker. Es handelt sich bei Saccharose um ein Disaccharid, das aus zwei Einfachzuckern (Monosacchariden) zu gleichen Teilen (50/50) besteht: Glucose (Traubenzucker) und Fructose (Fruchtzucker). Dieser wird in verschiedenen Körnungen gehandelt und ist der Ausgangsstoff für Haushalt-, Würfel-, Hut- und Puderzucker.
- Weißzucker wird ebenfalls wie die Raffinade aus dem Zellsaft der Zuckerrübe produziert. Hier wird der Kristallzucker durch schonende Extraktion, Saftreinigung und Kristallisation gewonnen und spiegelt nur eine andere Reinheitsstufe (weniger Reinigung des Zuckers und dadurch leicht dunklere Färbung) -> Weißzucker EG Kat II („Weißzucker“) wider. Diese wird meist in der Industrie verwendet.
- Melis (auch: Mehlis)[35]: (von saccharum melitense ‚Maltesischer Zucker‘) veraltete Bezeichnung für eine heute nicht mehr gebräuchliche, halbweiße (je nach Verarbeitung graue bis gelbe), in verschiedenen Stärken gemahlene oder als Brot oder Würfel geformte Zuckerart, welche in ihrer Reinheit zwischen Farin und Raffinade steht.[36][37][38]
- Muskovade (Muscovado): ungereinigter und unraffinierter brauner Rohrzucker
- Bastardzucker (auch: Basterdzucker): feuchter, feinkörniger Mischzucker, der vor allem zur Herstellung von Backwaren verwendet wird. Bastardzucker besteht aus Saccharose und 1–4 % Invertzucker, teilweise mit Zusatz von Karamell. Diese Begleitstoffe entstehen bei der Gewinnung des Zuckers. Der Übergang zu Farin ist fließend. Der niederländische „Basterdsuiker“ ist seit 2013 eine garantiert traditionelle Spezialität.
- Farin (auch: Farinzucker; von franz. farine „Mehl“) wird aus den ersten Abläufen bei der Raffination gewonnen und ist daher ein schwach aromatischer, häufig gelb bis bräunlich gefärbter, invertzuckerhaltiger, trockener Kristallzucker mit malzigem Geschmack
- Roh- oder Gelbzucker (auch: Demerara-Zucker): aus Zuckerrohr oder -rüben gewonnener, nicht gereinigter Zucker, der durch Melassereste gelbbraun bis braun gefärbt und oft klebrig ist. Rohzucker ist schlecht haltbar und hat keine ernährungsphysiologischen Vorteile gegenüber gereinigtem Zucker. Er wird gelegentlich zu Kaffee serviert und auch bei der Herstellung von Gebäck und Süßigkeiten verwendet.

### Gebrauch und Zusatz

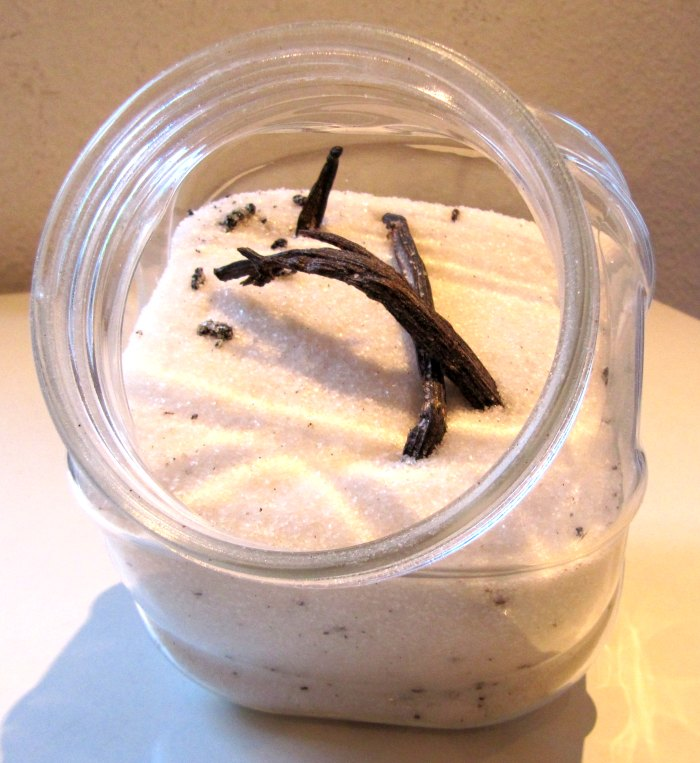
Echter Vanillezucker (Raffinade mit dem Mark von sechs geöffneten Vanillekapseln)

- Dekorierzucker ist feinster Puderzucker, vermischt man mit geringen Mengen Fett und Reisstärke zur Verzierung von Gebäck.
- Einmachzucker ist eine grobkörnige Raffinade, die besonders rein und auch durch die grobe Struktur ideal zum Einmachen von Obst und Gemüse ist, weil er beim Auflösen in großen Mengen nicht zum Verklumpen neigt wie Feinkristallzucker. In Österreich auch: Normalkristallzucker. Enthält kein Geliermittel.
- Flüssigzucker: wässrige Lösung von Saccharose. Trockensubstanz mind. 62 %. Wird häufig in der Lebensmittelindustrie eingesetzt.
- Fondant: gerührte Masse aus gekochtem Zucker und Glucosesirup, für die Zubereitung von Glasuren auf Gebäck und Torten, für Füllungen in Süßwaren, Pralinen und Konfekt.
- Gelierzucker für Konfitüren, Gelees und Marmeladen; aus Raffinade mit Pektin als Geliermittel sowie Citronensäure oder Weinsäure als Säuerungsmittel, teilweise auch mit Konservierungsstoffen. „Gelierzucker 1:2“ kann mit der gleichen Menge reinem Zucker gestreckt werden.
- Läuterzucker Flüssigzucker. Wird im Verhältnis 3:1 (Wasser:Zucker) gekocht und geklärt (vom Schaum befreit). Halbfabrikat der Nahrungsmittelindustrie. Dient als Süßungsmittel.
- Seidenzucker: besonders edle Verarbeitungsform von Rohr- oder Rübenzucker.
- Sirupzucker: Feinkristallzucker mit Pektinase oder Zitronensäure gemischt, für die Zubereitung von selbst gemachten Sirupen.
- Vanillezucker: Weißer Zucker mit Vanillemark gemischt.
- Vanillinzucker: Statt echter Vanille wird Vanillin-Aroma mit weißem Zucker vermischt.

### Weitere Zuckerprodukte
- Melasse: als dunkelbrauner Sirup verbleibender „Produktionsrest“ der Zuckerherstellung; dient der Alkohol- oder Hefenherstellung, wird auch als Viehfutter verwertet. Melasse aus Zuckerrohr dient der Rumherstellung. Sie dient auch als Nahrungsergänzungsmittel mit einem erhöhten Eisen- und Mineralstoffgehalt.
- Zuckerkulör: Lösung aus sehr dunklem und damit nicht mehr süßem Karamell, zum Färben von Speisen verwendet.

## Gesundheitliche Auswirkungen
Der jährliche Zuckerkonsum lag 1997 in Österreich bei 40,4 Kilogramm pro Person und hat sich damit innerhalb der letzten 150 Jahre auf das Zwanzigfache gesteigert, was eine bedeutende Rolle als Ursache vermehrter Adipositas spielen dürfte. Leichtverdauliche Kohlenhydrate wie Zucker haben zudem größere Schwankungen des Insulinspiegels zur Folge, man spricht von einer höheren glykämischen Last, welches sich diesbezüglich ebenfalls negativ auswirkt.
Ernährungsphysiologisch bedenklich ist der erhöhte oder regelmäßige Konsum zuckerhaltiger Getränke, der zu Zivilisationskrankheiten wie dem Metabolischen Syndrom, Übergewicht, Adipositas und Diabetes mellitus – immer häufiger schon im Kindesalter – führt. Deshalb riet die Weltgesundheitsorganisation 2016 zur Zuckersteuer, um einen spürbaren Rückgang des Zuckerkonsums und daraus resultierenden Erkrankungen zu erreichen. Zuckersteuern wurden von Frankreich, Ungarn, Finnland und Mexiko eingeführt.
Es wird diskutiert, ob regelmäßiger Zuckerkonsum auch als ein Risikofaktor für Osteoporose gilt.
Ob Zucker ein Vitaminräuber sei, konnte bisher nicht bestätigt werden.
Es wird diskutiert, ob Zucker die Entstehung von Krebs fördert und ob eine zuckerfreie Nahrung das Wachstum von Krebs behindern kann. Diese These (vgl. Warburg-Hypothese) hatte einige Anhänger auch unter Ärzten, wird aktiv erforscht, und es gibt Initiativen für eine „Krebsdiät“, die auf zuckerfreier oder zuckerarmer Ernährung basiert.

### Zahnkaries
Die ursächliche Mitwirkung von Zucker bei der Entstehung von Zahnkaries ist heute unumstritten. Die bedeutendste Bakterienart ist Streptococcus mutans. Nahrungszucker gelangt durch Diffusion in die bakteriellen Zahnbeläge, wo sie zu intermediären Säuren abgebaut werden, welche unter einer hinreichend dicken Plaque lokal zur Entkalkung des Zahnschmelzes und dadurch zu Karies führen. Ebenfalls von Bedeutung sind Speichelzusammensetzung (Pufferkapazität, Lysozym-Gehalt), Zahnschmelzlöslichkeit (Fluoridierungsgrad) und Mundhygiene. Ob Zucker in Form von Haushaltszucker, Honig, leicht verdaulicher Stärke o. ä. aufgenommen wird, ist dabei bedeutungslos.

### Diabetes mellitus und Zuckerkonsum
Die Zuckerkrankheit beruht entweder auf einer Autoimmunreaktion, die die Inselzellen der Bauchspeicheldrüse schädigt (Typ 1), oder auf einer entwickelten Insulinresistenz (Typ 2). Folgen sind ein chronisch erhöhter Blutzuckerspiegel und, daraus folgend, ein erhöhter Insulinspiegel im Blut mit Heißhunger, Schlafproblemen, Stoffwechselstörungen mit Hypertriglyzeridämie und erniedrigtem HDL-Cholesterin, Übergewicht und Adipositas und ein meist sich entwickelndes Metabolisches Syndrom. Die WHO empfahl 2015 daher erstmals eine deutlich reduzierte Zuckeraufnahme mit der Nahrung für Kinder und Erwachsene.

### Hyperaktivität und Zucker
Eine weit verbreitete Annahme – vor allem in den USA – ist, dass Zucker hyperaktives Verhalten fördere, ADHS-Symptome verschlimmere bzw. ADHS verursachen könne, insbesondere bei Kindern. Das National Institute of Mental Health der USA kommt jedoch zu dem Schluss, dass die Mehrzahl der verfügbaren Studien dieser Theorie widersprechen.
So wurden in einer Studie 35 Jungen im Alter von fünf bis sieben Jahren ausgewählt, deren Mütter angaben, dass ihre Söhne „zuckersensitiv“ seien. Die Mütter der Jungen wurden in zwei Gruppen geteilt. Denjenigen der einen Gruppe wurde gesagt, ihre Söhne hätten eine große Menge Zucker bekommen, während denen der anderen Gruppe (der Kontrollgruppe) gesagt wurde, ihre Söhne hätten ein Placebo bekommen. Tatsächlich hatten jedoch alle Kinder das Placebo (Aspartam) bekommen. Mütter, denen gesagt worden war, dass ihre Kinder Zucker bekommen hatten, schätzten das Verhalten ihrer Söhne signifikant stärker als hyperaktiv ein als die Mütter in der Kontrollgruppe. Auch wurde bei diesen Müttern ein anderes Verhalten beobachtet. So befanden sich diese Mütter öfter in der Nähe ihrer Söhne, kritisierten diese eher, sahen öfter nach und sprachen mehr zu ihnen, als es in der Kontrollgruppe der Fall war.
In zwei anderen Studien wurde der Effekt von Zucker auf das Verhalten und das Lernen hyperaktiver Jungen untersucht. Die Forscher gaben den Kindern Lebensmittel, die entweder Zucker oder ein Placebo (Aspartam) enthielten. Die Kinder, die Zucker erhalten hatten, zeigten kein anderes Verhalten oder andere Lernfähigkeiten als diejenigen, denen man das Placebo gegeben hatte. Eine ähnliche Studie mit höheren Mengen Saccharose und einer zusätzlichen Saccharin-Kontrollgruppe kam zu gleichartigen Ergebnissen.

### Zuckersucht durch Zuckerkonsum
Zahlreiche Studien haben den Zusammenhang von Zuckerkonsum und Suchterscheinungen („Abhängigkeitssyndromen“) untersucht; die Übertragbarkeit der meist in Laborexperimenten an Ratten vorgenommenen Ergebnisse ist wissenschaftlich umstritten, ebenso die Frage nach der Einordnung von Zucker als Droge.

## Empfehlungen zu Maximalgrenzen
Im Jahr 2003 erstellte ein Gremium internationaler Experten im Auftrag der Weltgesundheitsorganisation (WHO) und der Ernährungs- und Landwirtschaftsorganisation der Vereinten Nationen (FAO) einen Report. Er konstatierte, dass, wer sich gesund ernähren wolle, weniger als 10 % der Energiemenge seiner Nährstoffe aus sogenanntem freien Zuckern (englisch: free sugars) beziehen sollte. Bei 2000 kcal entspricht das etwa 40–50 g pro Tag. Mit freien Zuckern sind Zucker gemeint, die den Lebensmitteln vom Hersteller, Koch oder Verbraucher zugesetzt werden, sowie Zucker, die natürlicherweise in Honig, Sirup und Fruchtsäften enthalten sind.
Im Jahr 2009 gab die American Heart Association die Empfehlung heraus, dass die tägliche Aufnahme von Zucker bei maximal 45 g pro Tag (Männer) bzw. 30 g pro Tag (Frauen) liegen sollte.
Die WHO sprach sich 2022 auf Basis von systematischen Studien „ohne Vorbehalt“ für alle Altersgruppen für eine Zuckeraufnahme von weniger als 5 % der täglichen Gesamtkalorienaufnahme aus. Insbesondere entstehe so signifikant weniger Karies. Für einen Erwachsenen mit einer Kalorienzufuhr von 2.000 kcal entspricht dies einer Menge von nicht mehr als 25 Gramm Zucker pro Tag (ca. 5 Teelöffel).
Zuvor hatte die WHO im Jahr 2015 noch eine 10-%-Grenze als „strong recommendation“ (starke Empfehlung), bekräftigt und sich im Hinblick auf die Vermeidung von Karies für eine zusätzliche Halbierung auf 5 % ausgesprochen, letztere Empfehlung allerdings lediglich als „conditional recommendation“ (bedingte Empfehlung). Die Richtlinie der WHO von 2015 hatte Besorgnis bei den Allgemeinen Ortskrankenkassen (AOK) ausgerufen. Kai Kolpatzik, Präventionsexperte des AOK-Bundesverbands, hatte die Bundesregierung dazu aufgefordert, ähnlich wie auch für Alkohol und Nikotin, Maßnahmen gegen den erhöhten Zuckerkonsum der Deutschen zu treffen. Das Bundesministerium für Ernährung und Landwirtschaft empfahl 2015 weiterhin eine maximale Menge von 10 % und bezog sich dabei ausdrücklich auf die damalige Richtlinie der WHO.
Die auf vielen Lebensmitteln angegebene Nährwertkennzeichnung beruht auf einer Referenzmenge von 90 g pro Tag. Im Gegensatz zur Empfehlung der WHO ist hier die gesamte Menge Zucker gemeint, nicht nur die des freien Zuckers.

## Nährwertkennzeichnung
In der Europäischen Union (EU) müssen vorverpackte Lebensmittel eine Nährwertkennzeichnung aufweisen, die unter anderem den Zuckergehalt angibt. Die Verordnung (EU) Nr. 1169/2011 (Lebensmittel-Informationsverordnung) schreibt dies für alle Mitgliedstaaten der EU vor.
In den Vereinigten Staaten müssen Nahrungsmittelhersteller seit Juli 2018 den natürlichen Zuckergehalt sowie den zugesetzten Zucker („added sugar“) auf den Etiketten angeben.
Der zugesetzte Zucker muss in Europa nicht eigens ausgewiesen sein. Indirekt ist er über die Zutatenliste erkennbar, wo er beispielsweise als Saccharose, Glukose (Traubenzucker bzw. Dextrose), Fruktose (Fruchtzucker), Laktose (Milchzucker), Malzextrakt oder Sirup genannt sein kann.

## Zucker als nachwachsender Rohstoff

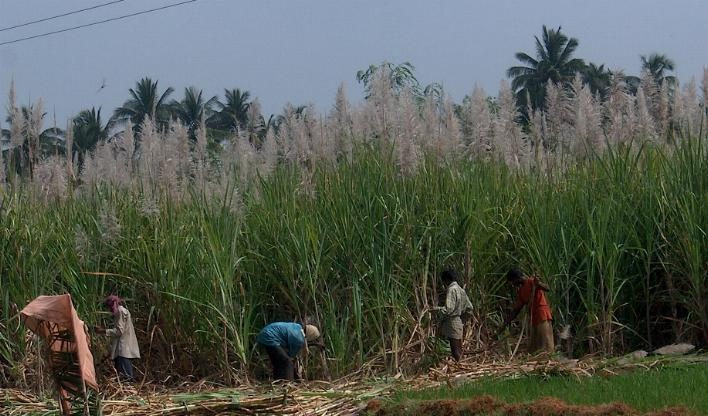
Zuckerrohranbau in Brasilien

Zucker hat als nachwachsender Rohstoff eine zunehmende Bedeutung. Dieser sogenannte Industriezucker wird vor allem als Disaccharid Saccharose aus Zuckerrohr oder Zuckerrüben gewonnen. Das Zuckerpolymer Stärke (ein Polysaccharid) besteht aus dem Monomer Glucose (ein Monosaccharid) und wird beispielsweise aus Getreide, Mais und Stärkekartoffeln gewonnen. Ein weiteres häufig vorkommendes Glucosepolymer ist Cellulose, die vor allem aus Holz gewonnen wird.
Eine wichtige Verwendung ist die energetische Verwertung, wie die Herstellung von Bioethanol und anderen Biokraftstoffen aus Zucker oder Stärke oder die thermische Verwendung (Verbrennung) von Cellulose als Bestandteil von Brennholz. Eine große Bedeutung hat auch die stoffliche Nutzung von Zucker. Zum einen dienen sie in der Biotechnologie als Energie- und Kohlenstoffquelle in Fermentationsansätzen zur Herstellung von organischen Lösungsmitteln, verschiedenen Rohstoffen (z. B. zur Herstellung von Bioplastik) und anderem. In chemischen Verfahren werden Zucker als Rohstoff zur Herstellung von Tensiden, Polyolen und anderen Produkten eingesetzt.
Der Industriezucker-Markt wird für die Europäische Union im Jahre 2016 auf 2 Millionen Tonnen geschätzt, die Verwendung zur Ethanol-Herstellung als Kraftstoff wird in der EU auf 1,5 Millionen Tonnen geschätzt, hier ist Brasilien führend (die USA erzeugen Ethanol vorwiegend nicht aus Zucker), das 2019 hauptsächlich aus Zuckerrohr 33,14 Millionen m³ Ethanol als Kraftstoffbestandteil erzeugte.

## Bräunung beim Backen und Rösten
Die Braunfärbung beim Erhitzen (> 140 °C) beruht auf einer nichtenzymatischen chemischen Reaktion, der Karamellisierungsreaktion.
Haushaltszucker schmilzt bei 186 °C. Die Braunfärbung kann daher schon unterhalb des Schmelzpunkts erfolgen, steigert sich aber ab 190 °C rapide. Der Schmelzpunkt des Zuckers eignet sich auch zur einfachen Temperatur-Kalibrierung eines Backofens.

## Andere Zuckerarten

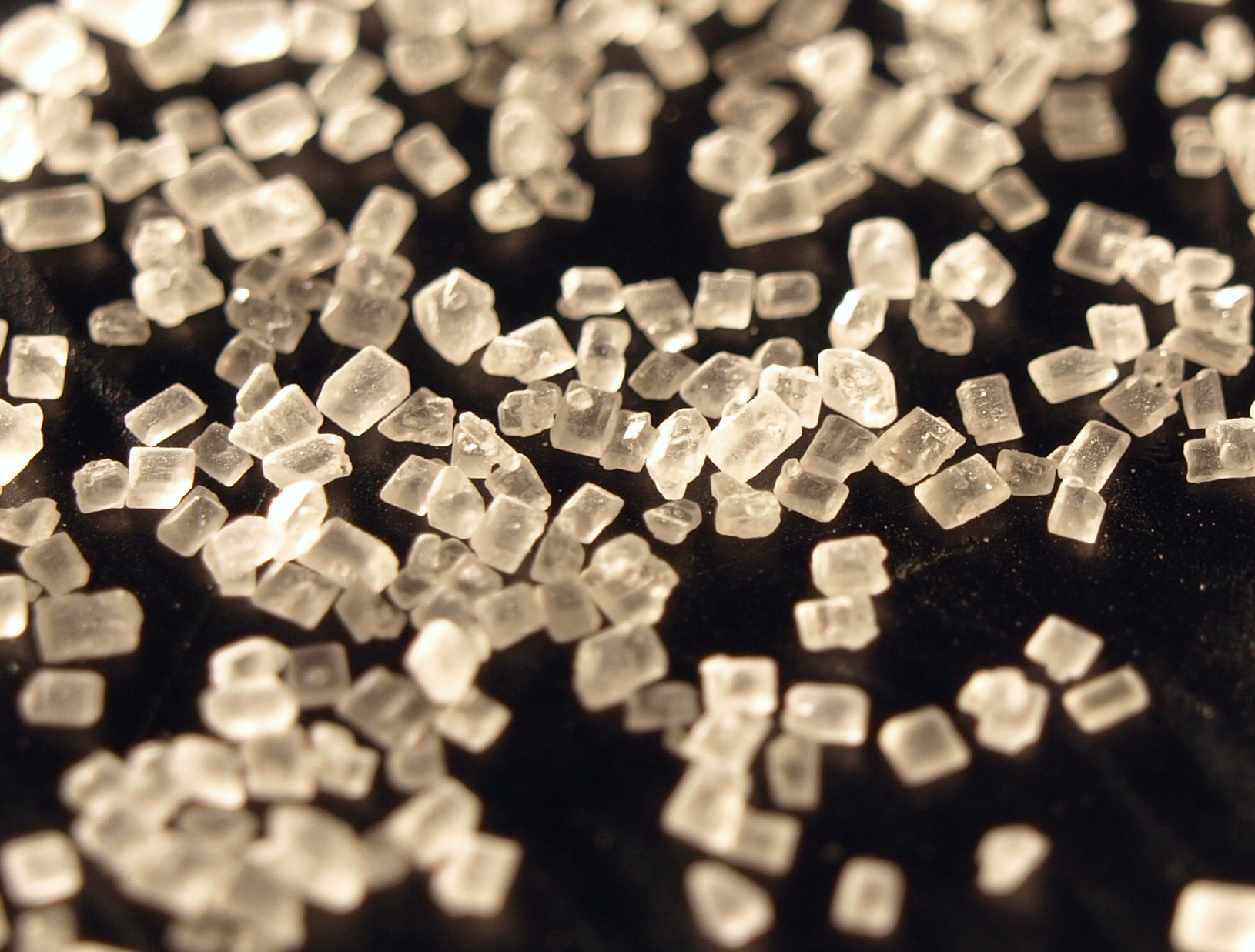
Haushaltszucker (Nahaufnahme)

Neben dem hier beschriebenen Zucker aus Saccharose gibt es weitere Zuckerarten, die aus anderen Sacchariden (siehe dort für eine ausführlichere Übersicht und die chemischen Hintergründe) bestehen:
- Glucose (auch Dextrose, Traubenzucker): Wird aus Stärke hergestellt und ist als Einfachzucker der Grundbaustein vieler Mehrfachzucker. Glucose kommt als sogenannter Blutzucker vor und ist für den Menschen wichtig, da durch sie die Zellatmung abläuft. Glucose ist neben Fruchtzucker einer der Hauptbestandteile des Honigs (22 bis 41 %).
- Fructose (Fruchtzucker): Einfachzucker und Grundbaustein vieler Mehrfach- und Polysaccharide. Wird in industriell hergestellten Lebensmitteln hauptsächlich als Glucose-Fructose-Sirup HFCS zugesetzt, der aus Maisstärke erzeugt wird.
- Invertzucker: Durch Hydrolyse (Inversion) von Saccharose entstandenes Gemisch, halb aus Traubenzucker, halb aus Fruchtzucker.
- Isoglucose (auch „Glucose-Fructose-Sirup“): in Getränken und Obstkonserven verwendet, ein durch Stärkeabbau gewonnenes Produkt, das zu ca. 51 % Glucose i. TS. und 42 % Fructose i. TS. besteht. Vorwiegend aus Mais- oder Weizenstärke hergestellt. Als HFCS-Sirup (von: High Fructose Corn Sirup) wird ein Isoglucose-Sirup bezeichnet, wenn der Fructoseanteil gegenüber der Glucose angereichert wurde. Siehe auch Maissirup.
- Mannose: Einfachzucker.
- Melezitose: Dreifachzucker, der im Honigtau (Ausscheidungsprodukt verschiedener Blattläuse) enthalten ist. Dadurch kommt diese Zuckerart auch im Waldhonig vor.
- Maltose (Malzzucker): Aus Stärke gewonnener Zucker, der bei der Produktion von Alkohol zum Einsatz kommt.
- Lactose (Milchzucker): in der Milch vorkommend, ist ein Zweifachzucker aus Glucose und Galactose. In der Pharmakologie häufig als Grundlage für Tabletten dienend. Wird von vielen Menschen, besonders Nichteuropäern, nach dem Säuglingsalter genetisch bedingt nicht mehr verdaut und führt dann oft zu Diarrhoe (siehe Laktoseintoleranz).
- Raffinose: Nicht süß schmeckender Dreifachzucker, kommt in vielen Pflanzen vor.
- Rhamnose: Ein der Mannose ähnlicher Einfachzucker.
- Stachyose: Ein Vierfachzucker, in Sojabohnen enthalten.
- Stärkezucker: Alle aus Stärke (z. B. Maisstärke) hergestellten Zuckerarten, u. a.: Isoglucose, Stärkesirup, Glucosesirup Maltodextrin; in der Industrie zunehmend verbreitet, häufige Alternative zu Zucker.
- Trehalose: kommt im Stoffwechsel verschiedener Pflanzen und Pilze und auch in der Hämolymphe vieler Insekten vor
- Zuckeralkohole: als Zuckeraustauschstoffe verwendet. Zuckerabbau bei Verdauung langsamer, als normaler Zucker. Bedeutsam für nicht insulinpflichtige Diabetiker z. B. Sorbit, Xylit, Mannit und Maltit.

## Weitere Süßungsmittel
- synthetisch hergestellte und aus Pflanzen extrahierte Süßstoffe:
  - Acesulfam (E 950)
  - Aspartam (E 951)
  - Aspartam-Acesulfam-Salz (E 962)
  - Cyclamat (E 952)
  - Erythrit (E 968)
  - Neohesperidin-Dihydrochalkon (E 959)
  - Neotam (E 961)
  - Saccharin (E 954)
  - Sucralose (E 955)
  - Steviosid (E 960)
  - Thaumatin (E 957)
  - nicht als Zusatzstoff zugelassene synthetische Süßstoffe
  - giftiger „Bleizucker“

- Pflanzliche Süßungsmittel:
  - Aztekisches Süßkraut (Lippia dulcis)
  - Johannisbrot, Karobe
  - Lecanora esculenta (Mannaflechte), eine als Nahrungsmittel verwendete Flechte
  - Luo Han Guo, aus China
  - Früchte der Röhren-Kassie (fälschlicherweise „Manna“ genannt)
  - die Pflanze Stevia rebaudiana mit dem daraus gewonnenen Stevia
  - Süßdolde (Myrrhis odorata)
  - Süßhölzer
  - Zuckerrohr
  - Zuckerwurzel (Sium sisarum)
- Zubereitungen
  - Apfelkraut
  - Lakritze (Glycyrrhiza glabra)
  - Latwerge (Pflaumenmus, Powidl)
  - Sirupe, wie Ahornsirup, Agavensirup, Birnendicksaft, Dattelsirup, Saft der Manna-Esche, Melasse, Palmzuckersirup, Rübensirup, Sorghum-Sirup, Traubendicksaft, Yacón-Sirup u. a. Sirupe werden durch mehrmaliges Kochen eines zuckerhaltigen Pflanzensaftes hergestellt. Ihr hoher Zuckeranteil (Ahornsirup 65 %, Rübensirup 62 %, Birnendicksaft 78 %) wirkt für das Produkt konservierend.

## Film
- Die große Zuckerlüge Dokumentarfilm von Roxana Spicer und Michèle Hozer, 2015, 85 Minuten, arte